# Шовшићи
Шовшићи су насељено мјесто у општини Ново Горажде, Република Српска, БиХ. Према попису становништва из 1991. у насељу је живјело 14 становника.

## Становништво
| Демографија | Демографија | Демографија |
| Година      | Становника  | Становника  |
| ----------- | ----------- | ----------- |
| 1971.       | 54          |             |
| 1981.       | 34          |             |
| 1991.       | 14          |             |